# Floruit
Floruit (Latijn voor "bloeide", spreek uit 'floroe-ït, afkorting fl.) is een biografische term uit de Oudheid. Hij wordt nog steeds veel gebruikt in genealogie, kunstgeschiedenis en geschiedschrijving, wanneer de geboorte- of overlijdensgegevens van een persoon onbekend zijn.
In de Oudheid werd niet vaak gewerkt met geboorte- en sterfdata: vaak waren die niet bekend, maar ze werden ook niet zo belangrijk gevonden. In plaats daarvan werd het bloeijaar of de bloeitijd gehanteerd, termen die aangaven wanneer iemand volwassen en actief was.
In de (voorchristelijke) Griekse bronnen (de term is daar γεγονως ['gegonoos]) werd dit jaartal geïdentificeerd door de bijbehorende Olympiade (zo had de Griekse dichteres Sappho volgens de tiende-eeuwse encyclopedie Suda haar floruit/γεγονυια in de 42e Olympiade, oftewel tussen 612 en 608 voor Christus); in de Romeinse bronnen door de in dat jaar regerende consuls.